# Campionati del mondo di atletica leggera 2019 - Salto triplo maschile
La specialità del salto triplo maschile dei campionati del mondo di atletica leggera 2019 si è svolta tra il 27 e il 29 settembre allo Stadio Internazionale Khalifa di Doha, in Qatar.

## Podio
| Pos.    | Atleta               | Nazionalità  | Prestazione |
| ------- | -------------------- | ------------ | ----------- |
| Oro     | Christian Taylor     | Stati Uniti  | 17,92 m     |
| Argento | Will Claye           | Stati Uniti  | 17,74 m     |
| Bronzo  | Hugues Fabrice Zango | Burkina Faso | 17,66 m     |

## Situazione pre-gara

### Record
Prima di questa competizione, il record del mondo (RM) e il record dei campionati (RC) erano i seguenti.
| Record                | Prestazione | Atleta                       | Data                           | Competizione              |
| --------------------- | ----------- | ---------------------------- | ------------------------------ | ------------------------- |
| Record mondiale       | 18,29 m     | Jonathan Edwards Regno Unito | 7 agosto 1995 Göteborg, Svezia | Campionati del mondo 1995 |
| Record dei campionati | 18,29 m     | Jonathan Edwards Regno Unito | 7 agosto 1995 Göteborg, Svezia | Campionati del mondo 1995 |

### Campioni in carica
I campioni in carica, a livello mondiale e olimpico, erano:
| Campione | Atleta                       | Prestazione | Data                                   | Competizione                |
| -------- | ---------------------------- | ----------- | -------------------------------------- | --------------------------- |
| Olimpico | Christian Taylor Stati Uniti | 17,86 m     | 16 agosto 2016 Rio de Janeiro, Brasile | Giochi della XXXI Olimpiade |
| Mondiale | Christian Taylor Stati Uniti | 17,68 m     | 10 agosto 2017 Londra, Regno Unito     | Campionati del mondo 2017   |

### La stagione
Prima di questa gara, gli atleti con le migliori tre prestazioni dell'anno erano:
| Pos. | Atleta                       | Prestazione | Data                                   |
| ---- | ---------------------------- | ----------- | -------------------------------------- |
| 1    | Will Claye Stati Uniti       | 18,14 m     | 29 giugno 2019 Long Beach, Stati Uniti |
| 2    | Christian Taylor Stati Uniti | 17,82 m     | 12 luglio 2019 Monaco                  |
| 3    | Omar Craddock Stati Uniti    | 17,68 m     | 20 aprile 2019 Long Beach, Stati Uniti |

## Risultati

### Qualificazioni
Le qualifiche si sono tenute il 27 settembre dalle ore 19:25.

Qualificazione: gli atleti che raggiungono i 17,10 m (Q) o le migliori 12 misure (q) avanzano alla finale.
| Pos | Gruppo | Atleta               | Nazionalità                 | 1ª prova | 2ª prova | 3ª prova | Risultato | Note |
| --- | ------ | -------------------- | --------------------------- | -------- | -------- | -------- | --------- | ---- |
| 1   | A      | Pedro Pichardo       | Portogallo                  | 17.38    |          |          | 17.38     | Q    |
| 2   | A      | Hugues Fabrice Zango | Burkina Faso                | 16.60    | 17.17    |          | 17.17     | Q    |
| 3   | B      | Christian Taylor     | Stati Uniti                 | 16.99    | 16.94    | —        | 16.99     | q    |
| 4   | A      | Donald Scott         | Stati Uniti                 | x        | 16.47    | 16.99    | 16.99     | q    |
| 5   | A      | Will Claye           | Stati Uniti                 | 16.83    | 15.25    | 16.97    | 16.97     | q    |
| 6   | B      | Alexis Copello       | Azerbaigian                 | 16.67    | x        | 16.95    | 16.95     | q    |
| 7   | B      | Jordan Díaz          | Cuba                        | 16.61    | 16.60    | 16.93    | 16.93     | q    |
| 8   | A      | Almir dos Santos     | Brasile                     | 16.92    | —        | 16.21    | 16.92     | q    |
| 9   | B      | Fang Yaoqing         | Cina                        | x        | 16.92    | x        | 16.92     | q    |
| 10  | B      | Wu Ruiting           | Cina                        | x        | 16.90    | 16.80    | 16.90     | q    |
| 11  | A      | Cristian Nápoles     | Cuba                        | 16.84    | 16.75    | 16.88    | 16.88     | q    |
| 12  | B      | Necati Er            | Turchia                     | x        | 16.65    | 16.87    | 16.87     | q    |
| 13  | B      | Omar Craddock        | Stati Uniti                 | 16.87    | x        | x        | 16.87     |      |
| 14  | B      | Dmitriy Sorokin      | Atleti Neutrali Autorizzati | 16.68    | x        | 16.86    | 16.86     |      |
| 15  | B      | Nelson Évora         | Portogallo                  | 16.26    | 16.67    | 16.80    | 16.80     |      |
| 16  | A      | Zhu Yaming           | Cina                        | 16.79    | 16.75    | 16.48    | 16.79     |      |
| 17  | B      | Ben Williams         | Regno Unito                 | 15.89    | 16.77    | 15.55    | 16.77     |      |
| 18  | A      | Aleksej Fedorov      | Atleti Neutrali Autorizzati | 16.49    | 16.71    | 16.16    | 16.71     |      |
| 19  | A      | Nazim Babayev        | Azerbaigian                 | 16.65    | 16.38    | 16.51    | 16.65     |      |
| 20  | A      | Yasser Mohamed Triki | Algeria                     | 16.34    | 16.62    | 16.51    | 16.62     |      |
| 21  | B      | Georgi Tsonov        | Bulgaria                    | x        | 16.61    | 16.08    | 16.61     |      |
| 22  | A      | Benjamin Compaoré    | Francia                     | 16.59    | 16.35    | 16.15    | 16.59     |      |
| 23  | A      | Simo Lipsanen        | Finlandia                   | 16.44    | 16.47    | x        | 16.47     |      |
| 24  | A      | Andy Díaz            | Cuba                        | x        | 16.41    | 16.39    | 16.41     |      |
| 25  | A      | Chengetayi Mapaya    | Zimbabwe                    | 14.80    | x        | 16.36    | 16.36     |      |
| 26  | B      | Jean-Marc Pontvianne | Francia                     | 16.02    | 16.31    | x        | 16.31     |      |
| 27  | B      | Alexsandro Melo      | Brasile                     | 15.90    | 16.26    | x        | 16.26     |      |
| 28  | A      | Latario Collie-Minns | Bahamas                     | 16.26    | x        | x        | 16.26     |      |
| 29  | B      | Levon Aghasyan       | Armenia                     | 16.24    | 15.98    | 16.04    | 16.24     |      |
| 30  | B      | Lathone Collie-Minns | Bahamas                     | 15.62    | 13.50    | 15.89    | 15.89     |      |
| 31  | A      | Ruslan Kurbanov      | Uzbekistan                  | x        | 15.86    | x        | 15.86     |      |
| 32  | A      | Andrea Dallavalle    | Italia                      | x        | 14.63    | 15.09    | 15.09     |      |
| 33  | B      | Jordan Scott         | Giamaica                    | 14.73    | —        | —        | 14.73     |      |

### Finale
La finale si è tenuta il 29 settembre alle ore 21:45.
| Pos     | Atleta               | Nazionalità  | 1ª prova | 2ª prova | 3ª prova | 4ª prova | 5ª prova | 6ª prova | Risultato | Note                                     |
| ------- | -------------------- | ------------ | -------- | -------- | -------- | -------- | -------- | -------- | --------- | ---------------------------------------- |
| Oro     | Christian Taylor     | Stati Uniti  | x        | x        | 17.42    | 17.86    | 17.92    | 17.54    | 17,92 m   | Miglior prestazione personale stagionale |
| Argento | Will Claye           | Stati Uniti  | 17.61    | 17.72    | 17.53    | 17.74    | 17.74    | 17.66    | 17,74 m   |                                          |
| Bronzo  | Hugues Fabrice Zango | Burkina Faso | 17.18    | 17.46    | 17.29    | x        | 17.56    | 17.66    | 17,66 m   | Record africano                          |
| 4       | Pedro Pichardo       | Portogallo   | 17.49    | 17.28    | 17.49    | 17.62    | 17.60    | 17.00    | 17,62 m   | Miglior prestazione personale stagionale |
| 5       | Cristian Nápoles     | Cuba         | 17.36    | 17.38    | x        | x        | –        | –        | 17,38 m   | Miglior prestazione personale            |
| 6       | Donald Scott         | Stati Uniti  | x        | 16.57    | 17.05    | x        | 15.08    | 17.17    | 17,17 m   |                                          |
| 7       | Alexis Copello       | Azerbaigian  | x        | x        | 17.10    | x        | x        | –        | 17,10 m   | Miglior prestazione personale stagionale |
| 8       | Jordan Díaz          | Cuba         | 15.88    | 16.86    | 17.10    | 16.86    | 17.06    | 16.69    | 17,06 m   |                                          |
| 9       | Wu Ruiting           | Cina         | 16.97    | 16.86    | 16.88    |          |          |          | 16,97 m   |                                          |
| 10      | Fang Yaoqing         | Cina         | 15.94    | 16.42    | 16.65    |          |          |          | 16,65 m   |                                          |
| 11      | Necati Er            | Turchia      | 16.34    | x        | 15.62    |          |          |          | 16,34 m   |                                          |
| 12      | Almir dos Santos     | Brasile      | x        | x        | 15.01    |          |          |          | 15,01 m   |                                          |